# David Smith (Trompeter)
David Smith (* um 1980) ist ein kanadischer Jazztrompeter.

## Leben und Wirken
Smith begann seine professionelle Karriere in Toronto; 2000 zog er mit einem Stipendium des Canada Council for the Arts nach New York City. Seine Studien schloss er mit dem Master of Arts in Jazz Performance an der Aaron Copland School of Music in New York ab. Seitdem arbeitet er in der dortigen Jazzszene, u. a. in der Formation Sound Assembly (Album Edge of the Mind (2005), u. a. mit Alan Ferber, John Hollenbeck), Kenny Wright, Cecilia Coleman, Russ Spiegel, Thomson Kneeland, Kim Bock, Howard Britz, Roberta Piket und der New York Jazz Initiative (Album Mad About Thad (2011) u. a. mit Sam Burtis, Steve Wilson, Ralph LaLama, Eric McPherson). 2005 entstand sein Debütalbum Circumstance (Fresh Sound Records) mit Eigenkompositionen, an dem Seamus Blake, Nate Radley, David Ephross und Mark Ferber mitwirkten. Im Bereich des Jazz war er zwischen 2005 und 2012 an 16 Aufnahmesessions beteiligt. Gegenwärtig (2019) leitet Smith ein Quintett, dem Dan Pratt, Nate Radley, Ugonna Okegwo und Allan Mednard angehören; außerdem gehört er dem Dan Pugach Nonet an.
Smith trat in New Yorker Jazzclubs wie dem Blue Note, Jazz Standard, Smalls, Cornelia Street Cafe und in der 55 Bar auf. Er ist Adjunct Professor am College of Staten Island, CUNY.

## Diskographische Hinweise
- Circumstance (2005)
- Anticipation (Brooklyn Jazz Underground, 2009), mit Kenji Omae, Nate Radley, Gary Wang, Greg Ritchie
- Impetus (BJU, 2015), mit Dan Pratt, Nate Radley, Gary Wang, Anthony Pinciotti